# Néstor Clausen
Néstor Rolando Clausen, mais conhecido como Néstor Clausen (Arrufo, Argentina; 29 de setembro de 1962), é um treinador e ex-futebolista argentino que atuou como zagueiro, onde defenseu o Independiente, Sion, Racing e Arsenal de Sarandí. Participou da Seleção argentina, inclusive sendo campeão da Copa do Mundo de 1986, no México e atualmente estando como treinador no Independiente, Oriente Petrolero, The Strongest, Chacarita Juniors, entre outros.

## Títulos
Argentina
- Copa do Mundo: 1986

Independiente
- Copa Libertadores: 1984
- Mundial de Clubes: 1984
- Supercopa Libertadores: 1995
- Campeonato Argentino: Metropolitano 1983, 1988-89

Sion
- Copa da Suíça: 1990-91
- Supercopa da Suíça: 1991-92